# José del Moral Sanjurjo
José del Moral Sanjurjo (La Coruña, 1881- Paracuellos de Jarama (Madrid), 1936) fue un abogado y político español.

## Trayectoria
Hijo del también político y diputado Antonio del Moral López y miembro del Partido Conservador, fue elegido diputado por el distrito de La Coruña en 1907 y por el de Corcubión en 1910, siendo reelegido por el mismo distrito en 1914, 1916 e 1918; volvió a ser elegido por el distrito de La Coruña en 1919, 1920 e 1923.
En octubre de 1919 fue nombrado director general de Deuda y Clases Pasivas por el ministro Gabino Bugallal y, dos años después, el ministro Mariano Ordóñez García le promovió a subsecretario del Ministerio de Hacienda, cargo que desempeñó durante poco más de un mes entre julio y agosto de 1921.
Durante la Segunda República continuó con su actividad política, y en las elecciones generales de España de  1933 salió elegido diputado por la provincia de La Coruña como independente de derechas. Volvió a presentarse en las elecciones generales de 1936 como independiente, pero no salió elegido.
Murió junto a uno de sus hijos asesinado víctima de las matanzas de Paracuellos.